# John Meeks
John Robert Meeks (Winston-Salem, 16 marzo 1999) è un cestista statunitense.